# Jennyfer Arcq
Jennyfer Arcq, née le 9 avril 1988, est une judokate belge qui évolue dans la catégorie des moins de 70 kg (poids moyens).
Résidant à Rixensart, elle est membre du Judo Centrum de Louvain.

## Palmarès
En 2009, Jennyfer Arcq gagne le tournoi international de Besançon.
Elle a été deux fois championne de Belgique.
| Chpt de Belgique sénior | Chpt de Belgique sénior | 2005 | 2006 | 2007 | 2008 | 2009 | 2010 | 2011 | 2012 | 2013 |
| ----------------------- | ----------------------- | ---- | ---- | ---- | ---- | ---- | ---- | ---- | ---- | ---- |
| poids moyens            | -70 kg                  | 2e   | 2e   | -    | -    | 3e   | 1er  | 1er  | -    | 3e   |